# Llac Ree
El llac Ree -Lough Ree en anglès, Loch Rí o Loch Ríbh en irlandès és un llac al centre d'Irlanda. És el segon llac més gran per quants travessa el riu Shannon. Els altres llacs són el llac Derg (sud) i el llac Allen (nord). El llac serveix de frontera entre el Comtat de Longford i Westmeath (dins de la província de Leinster i el comtat de Roscommon a la província de Connacht a l'est. A la ribera del llac es troba un petit port de pescadors. La ciutat d'Athlone es troba a la sortida sud del llac, i posseeix un port per als vaixells que abandonen el llac. A la sortida nord del llac es troba la localitat de Lanesboro.

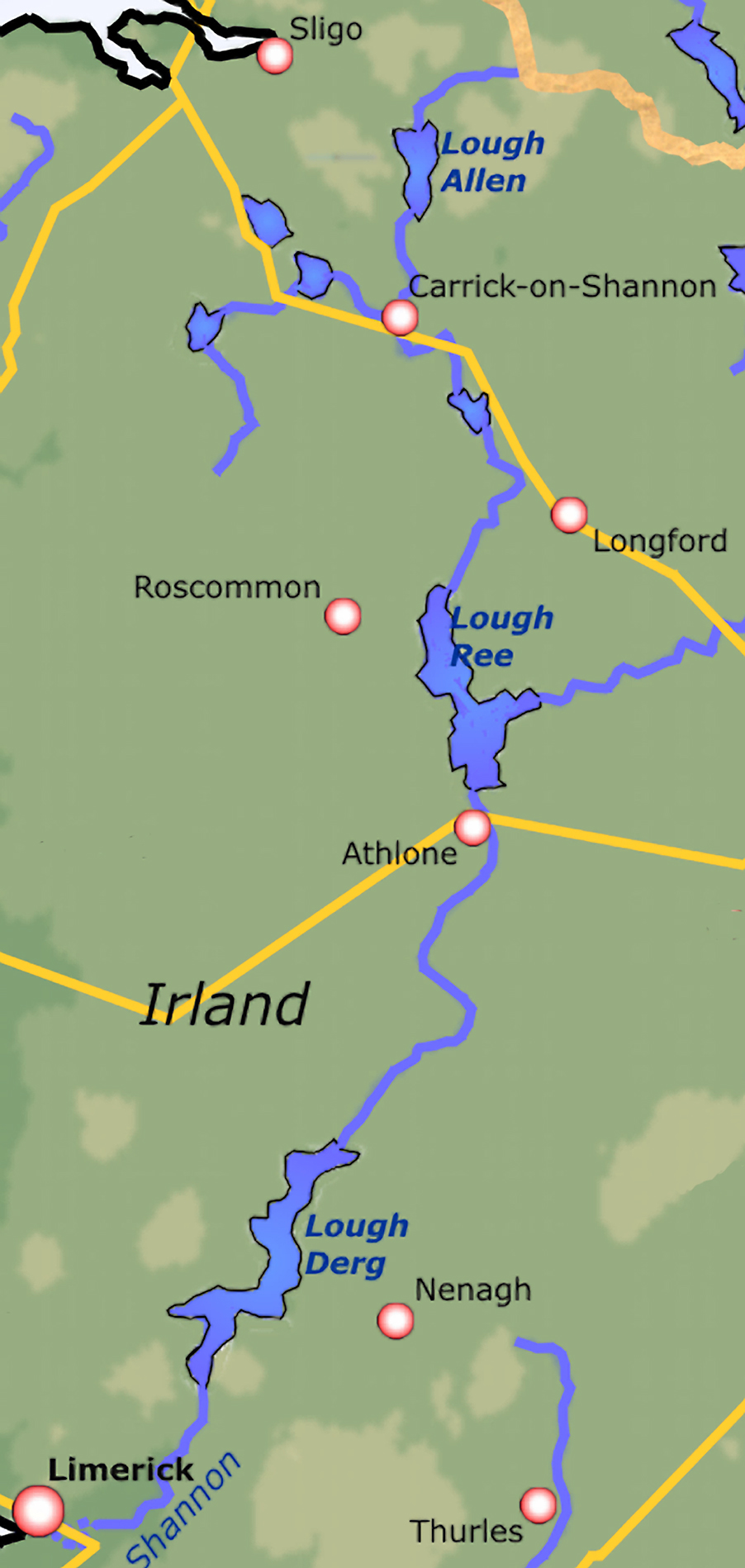
Els tres grans llacs sobre el riu Shannon

L'illa Inchcleraun (Inis Cloithreann) es troba a la part nord del llac. Allí hi ha un monestir fundat durant els primers anys de l'evangelització d'Irlanda. També queden restes d'antigues esglésies. Segons les llegendes irlandeses, la reina Maeve va ser assassinada en aquesta illa. Igual que en altres llacs irlandesos, el llac Ree ha estat escenari de llegendes sobre la visió d'un monstre a través dels anys.